# Dosin (Ukraina)
Dosin – wieś na Ukrainie, w obwodzie chmielnickim, w rejonie sławuckim.